# 中華路 (北京)
中華路是位於北京中軸線，从午門至中華門交通路段的名稱。中华路天安門至中華門段於天安門廣場闢建時隨中華門一同消失。
北京中山公园坐落于北京市东城区中华路4号。
现今，中华路早已不用于社会车辆通行，该道路区域事实上在通常情况下仅供行人步行，名称较少为外界所知，并由中华人民共和国每日在北京市天安门举行的升降旗仪式所专用。

## 历史
1928年6月國民政府北伐國民革命軍進入北京，北平特别市工務局局長華南圭向市長何其鞏上簽，認為午門至中華門段道路及長安左門至長安右門段道路本無名稱，建議午門至中華門段道路取名天安道，長安左門至長安右門段道路取名中山街，何其鞏將簽交下屬會辦，第三科簽註中華路較天安道允辦；中山路較中山街冠冕，實際上依1921年出版的北平市全圖，北洋政府時期午門至中華門段南北向道路及長安左門至長安右門段東西向道路統稱中山路，1935年出版的《最新北平指南》及1936年出版的《北平街巷志》始將午門至中華門段南北向道路稱為中華路。
1949年开国大典前夕，第一届北平市各界代表会议决议天安门前清除所有路面障碍（含中华路全段）、开辟大广场。
2001年北京市官方文件中，中华路为天安门广场东侧路北口至西侧路北口。《关于北京2008奥运会倒计时一周年天安门广场庆祝活动期间采取临时交通管理措施的通告》第二项將午門至中華門段南北向道路稱為中華路。还有定义指天安门广场五星红旗旗杆向北延长至故宫午门的一条线为中华路。
2021年4月10日，北京市东城区中华路4号集体户口内人员全体迁移至北京市东城区安外大街187号集体户，中华路4号集体户撤户。